# 大宗邮件
大宗邮件（英語：bulk mail）泛指以较低费率批量邮寄和处理的邮件。该术语有时被用作广告邮件的同义词。
美国邮政署对大宗邮件的定义大致为“准备以较低邮资邮寄的大量邮件”。准备工作包括按邮政编码进行预分拣和放入集装箱。这些容器连同邮件清单一起被送往邮局中称为大宗邮件输入单元的区域。通过预分类和使用集装箱，可以在称为大宗邮件中心（BMCs）的处理设施中高度自动化地处理大宗邮件和零散邮件。
2009年，美国邮政署宣布了简化分拣和递送流程的计划，大宗邮件中心（BMCs）更名为网络配送中心。

## 垃圾邮件
虽然严格来说，大宗邮件、垃圾邮件和广告邮件并不是同义词，但在日常用语中，这些术语是指通过邮件（通常但并非一成不变地以大宗优惠价）向家庭和企业发送的未经请求的邀请。